# Кастильйо-Альбараньєс
Кастильйо-Альбараньєс (ісп. Castillo-Albaráñez) — муніципалітет в Іспанії, у складі автономної спільноти Кастилія-Ла-Манча, у провінції Куенка. Населення — 22 особи (2010).
Муніципалітет розташований на відстані близько 110 км на схід від Мадрида, 32 км на північний захід від Куенки.

## Демографія
Динаміка населення (INE ):